# Зидерлигум
Зидерлигум (њем. Süderlügum) општина је у њемачкој савезној држави Шлезвиг-Холштајн. Једно је од 132 општинска средишта округа Нордфризланд. Према процјени из 2010. у општини је живјело 2.234 становника. Посједује регионалну шифру (AGS) 1054131.

## Географски и демографски подаци
Зидерлигум се налази у савезној држави Шлезвиг-Холштајн у округу Нордфризланд. Општина се налази на надморској висини од 14 метара. Површина општине износи 26,6 km². У самом мјесту је, према процјени из 2010. године, живјело 2.234 становника. Просјечна густина становништва износи 84 становника/km².